# Yaute Cola
Yaute Cola est une boisson, c'est un cola alternatif savoyard fabriqué par les Brasseurs Savoyards et qui a vu le jour en 2005.
Initialement il s'appelait Alp'Cola et avait changé de nom en 2014 en devenant BS Cola.

## Présentation
Alp'Cola est un soda, dont tous les ingrédients utilisés pour sa fabrication sont d'origine BIO. Alp'Cola est fabriqué par Les Brasseurs Savoyards situés à Épagny (74) et depuis 2017 à Alby-sur-Chéran.
Cette Brasserie dont tous les produits sont Bio fabrique également des Limonades et une dizaine de Bières. 

## Certification
Alp'Cola a été doté d'une certification BIO en 2008 et est devenu depuis lors Alp'Cola Bio.